# دراغان جيليتش
دراغان جيليتش (بالسلوفينية: Dragan Jelič)‏ هو لاعب كرة قدم سلوفيني في مركز الهجوم، ولد في 27 فبراير 1986 في ماريبور في سلوفينيا. شارك مع منتخب سلوفينيا تحت 17 سنة لكرة القدم ومنتخب سلوفينيا تحت 19 سنة لكرة القدم ومنتخب سلوفينيا تحت 21 سنة لكرة القدم. أما مع النوادي، فقد لعب مع تشايكور ريزه سبور ورادنيتشكي نيش وفيلم 2 تيلبورغ وكريليا سوفيتوف سامارا ونادي رودار فيلينيه ونادي ماريبور.

## وصلات خارجية
- دراغان جيليتش على موقع اتحاد تركيا (لاعب) (الإنجليزية)
- دراغان جيليتش على موقع قاعدة بيانات كرة القدم.إي يو (الإنجليزية)
- دراغان جيليتش على موقع Soccerway.com (الإنجليزية)
- دراغان جيليتش على موقع عالم كرة القدم.نت (الإنجليزية)